# Jeanny (píseň)
„Jeanny“ je popová píseň od rakouského zpěváka Falca, vydaná v prosinci 1985 jako třetí singl z jeho třetího studiového alba Falco 3 (1985). Napsal a složil ji Falco spolu s bratry Robem a Ferdim Bollandovými, kteří píseň také produkovali.
Byla to třetí píseň vydaná jako singl z alba Falco 3 v roce 1986.[ujasnit] I přes kontroverzi textu se dostala na vrchol hitparád v mnoha evropských zemích. Singl se v roce 2008 znovu dostal do rakouské hitparády a umístil se na 56. místě a v roce 2017 na 47. místě.

## Bojkot
Několik feministických sdružení vyzvalo k bojkotu písně. Některé televizní a rozhlasové stanice v západním Německu souhlasily a píseň nehrály „z etických důvodů“, zatímco jiné ji hrály jen ve svých hitparádách. Ve východním Německu se píseň nevysílala a její hraní v tanečních klubech bylo zakázáno.
Tam byly také žádosti na zákaz písně jako v Západním Německu, ale úředníci je zamítli v dubnu 1986. To ovšem naštvalo moderátora zpráv Dietera Kronzuckera, který uváděl denní zpravodajský magazín heute-journal pro západoněmeckou veřejnoprávní televizní stanici ZDF. Po tomto bojkotu následovaly další rozhlasové stanice. V německé spolkové zemi Hesensku byla píseň vysílána za doprovodu varování. V populární hudební show Formel Eins byly cutscény vysílány, ale pouze v době, kdy byla píseň na vrcholu hitparád.